# Blakea pauciflora
Blakea pauciflora är en tvåhjärtbladig växtart som beskrevs av Henry Allan Gleason. Blakea pauciflora ingår i släktet Blakea och familjen Melastomataceae. Inga underarter finns listade i Catalogue of Life.